# Боген
Боге́н (каз. Бөген) — село у складі Аральського району Кизилординської області Казахстану. Адміністративний центр Богенського сільського округу.
У радянські часи село називалось Бугунь.
Населення — 1077 осіб (2021; 984 у 2009, 944 у 1999, 1114 у 1989).